# Viengkham, Viêng Chăn
Viengkham là một huyện (muang, mường)  thuộc tỉnh Tỉnh Viêng Chăn ở trung  Lào .